# Denis van Berchem
Denis van Berchem (* 19. Dezember 1908 in Eaux-Vives, heute Genf; † 7. Mai 1994 in Collonge-Bellerive) war ein Schweizer Althistoriker.
Denis van Berchem, Sohn des Historikers Victor van Berchem und seiner Frau Isabelle Naville, Tochter von Édouard Naville, studierte an der Universität Genf und an der École des hautes études en sciences sociales in Paris. 1939 wurde er in Genf zum Dr. phil. promoviert. Von 1939 bis 1948 war er Professor für lateinische Sprache und Literatur an der Universität Lausanne und von 1949 bis 1951 an der Universität Genf. Von 1956 bis 1963 wirkte er als Professor für Alte Geschichte an der Universität Basel und von 1963 bis 1976 an der Universität Genf, wo er von 1966 bis 1969 auch Rektor war. Denis van Berchem publizierte zur römischen und zur griechischen Antike, zum Orient sowie zur Schweiz in römischer Zeit.

## Schriften (Auswahl)
- L'armée de Dioclétien et la réforme constantinienne. P. Geuthner, Paris 1952.
- L'égyptologue genevois Edouard Naville. Années d'études et premiers voyages en Egypte 1862–1870. Journal de Genève. Georg, Genève 1989.